# Éparchie Mar Addaï de Toronto des Chaldéens
L'éparchie Mar-Addaï de Toronto des Chaldéens est une juridiction de l'Église catholique destinée aux fidèles de l'Église catholique chaldéenne, une des Églises catholiques orientales, résidant au Canada. Elle a été créée en juin 2011. En 2017, elle compte environ 38 000 fidèles desservis par dix prêtres et deux diacres.

## Histoire et organisation
L'éparchie est érigée par Benoît XVI par la constitution apostolique Torontina du 14 juin 2011, sous le vocable de Sancti Addaï en Latin ou de Mar Addaï dans les langues vernaculaires, Addaï étant le nom couramment utilisé, dans les traditions orientales, pour désigner Judas le Zélote également connu sous le nom de Thaddée d'Édesse, disciple de Jésus.

## Territoire
Le territoire de l'éparchie, couvre l'ensemble du Canada.

## Liste des éparques
- 10 juin 2011 - 3 mai 2014 : Hanna Zora (de)
  - 3 mai 2014-15 janvier 2015 : vacant (administrateur apostolique : Daoud Baffro)
- 15 janvier 2015-9 août 2017 : Emmanuel Challita[3]
  - 9 août 2017-31 octobre 2017 : vacant (administrateur apostolique : Frank Yohana Kalabat)
- 31 octobre 2017-11 septembre 2021 : Bawai Soro (it)[1].
- depuis le 11 septembre 2021 : Robert Saeed Jarjis[4].